# Компаникова, Моника
Моника Компаникова (словац. Monika Kompaníková; род. 1 сентября 1979, Поважска-Бистрица) — словацкая художница и писательница.

## Биография
Окончила Высшую школу изобразительного искусства в Братиславе. Дебютировала как писатель в сборнике новеллистики 2001 года, была отмечена премией. С тех пор выпустила три авторские книги, стала лауреатом ещё нескольких премий. Её новеллы переведены на немецкий, чешский, польский, венгерский, сербский, хорватский и др. языки.
Живёт в Братиславе.

## Книги
- Место для одиночества/ Miesto pre samotu, рассказы с иллюстрациями автора (2003, премия Ивана Краско за лучший литературный дебют года)
- Biele miesta, повесть (2006)
- Piata loď, роман 2010, премия Анасофт литера.